# Carmen Cernjul
Carmen Cernjul, född 14 juni 2007, är en svensk friidrottare och fotbollsspelare. Hon tävlar i medeldistans för friidrottsklubben Spårvägens FK och spelar fotboll i Hammarby IF.

## Karriär
Carmen Cernjul har tagit flera SM-guld på ungdoms/junior-nivån. Vid U18-EM 2024 i Slovakien tog hon brons på 800 meter. På seniornivå ingick hon i Spåvägens lag som tog SM-guld på 4 × 800 meter och 3 × 1 500 meter. I augusti gjorde hon sin debut på Finnkampen på 800 meter där hon slutade på en femte plats. Som fotbollsspelare spelar hon i Hammarby och i det svenska flicklandslaget F07. Hon vann silver på såväl 1 500 meter som 3 000 meter vid U20-EM i Tammerfors 2025.